# Principprogram
Principprogram et politisk partis målsætninger og planer for samfundsudviklingen.